# Safranbolu
Safranbolu (früher Dadibra, Zalifra) ist eine Kleinstadt im nördlichen zentralen Anatolien in der Türkei und Hauptort des gleichnamigen Landkreises in der Provinz Karabük.

## Stadt
Die Stadt liegt acht Kilometer nordöstlich von Karabük an der Hauptstraße D 755, von der die Straße D 030 nach Osten abzweigt. Wegen ihres von Fachwerkhäusern bestimmten Stadtbildes steht Safranbolu seit 1994 in der Liste des Weltkulturerbes der UNESCO. Eine Delikatesse Safranbolus ist „Lokum“, eine auf Sirup beruhende Süßigkeit. Die im Stadtlogo vorhandene Jahreszahl (1870) dürfte auf das Jahr der Ernennung zur Stadtgemeinde (Belediye) hinweisen. Die Stadt wird in 21 Stadtviertel (Mahalle) mit durchschnittlich 2.472 Einwohnern gegliedert.
Vor den großen militärischen Auseinandersetzungen der Jahre zwischen 1919 und 1922, welche die nationaltürkischen Truppen unter dem Oberbefehl von Mustafa Kemal Pascha, später als Atatürk bekannt geworden, gegen die griechische Invasionsarmee ausfochten, waren die Einwohner von Safranbolu zum beträchtlichen Teil Griechen: Diese siedelten in der Folge des Vertrages von Lausanne vom 24. Juli 1923 aus ihrer Heimat nach Griechenland um.

## Etymologie
Zum Namen Safranbolu gibt es verschiedene Hypothesen. Der Autor Nişanyan gibt den früheren Namen als Theodoroupolis an und benennt damit einen Ort aus der Zeit des Oströmischen Reiches. Daraus sei dann Sadrabolu und anschließend Safranbolu entstanden. Nach Ansicht von Bilge Umar war dagegen Dadybra die ursprüngliche Form. In Anpassung an die türkische Sprechweise sei daraus zuerst Zalifre, später dann Zağfiran Borlu geworden. Als gesichert gilt jedenfalls, dass der Name mit Safran nichts zu tun hat.

## Stadttopographie

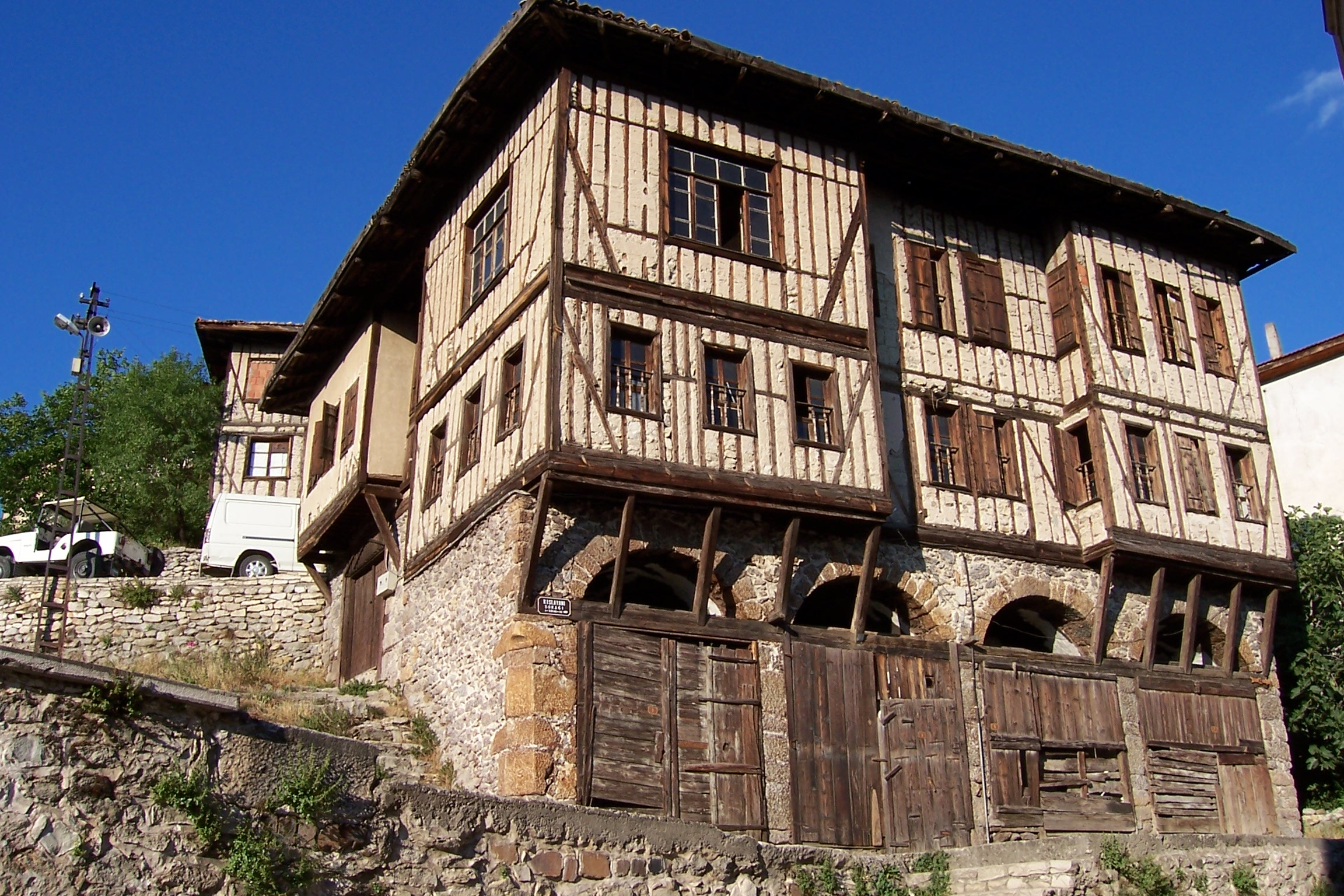
Ein Haus in der Altstadt von Safranbolu.

Die Stadt ist in drei Teile gegliedert, das alte Stadtzentrum Çarşi Bölgesi, das moderne Zentrum Kiranköy Bölgesi und die Oberstadt Bağlar, die einst als eine Art Sommerfrische diente. Vor allem der untere und obere Teil besitzen zahlreiche traditionelle Häuser und haben daher als einer der wenigen Orte in der Türkei eine mittelalterlich anmutende Atmosphäre bewahrt. Diese Wohnhäuser sind meist dreigeschossig: Auf einem aus Steinen errichteten Erdgeschoss sitzen zwei weitere Stockwerke, die aus verputztem Fachwerk bestehen, das sich aus recht schmalen Fächern zusammensetzt. Safranbolu wirkt wie ein Freilichtmuseum für traditionelle türkische, hier aber griechisch geprägte Baukunst.

### Die Unterstadt
Dieser älteste Stadtteil war ursprünglich eine Etappenstation an einem der Zweige der sogenannten Seidenstraße. 700 Jahre lang war Safranbolu ein wichtiger Stützpunkt der Ost-West-Handelskarawanen. Diese Funktion bezeugt heute noch das mächtige Gebäude der Karawanserei in der Mitte, das „Cinci Han“ heißt. Deren festungsartigen Charakter markieren schmale Fenster und Schießscharten. Im Inneren befindet sich ein weiter Hof mit zwei Etagen von Arkadenbögen, in dessen Mitte ein Brunnen steht. Heute ist im Gebäude ein Boutique-Hotel untergebracht, dessen Gästezimmer einst den Kaufleuten zur Unterkunft und Unterbringung ihrer Waren dienten. Die Tragtiere standen zu ebener Erde in einer großen Halle. Der die Karawanserei leitende Verwalter besaß eine Wohnung in dem über dem einzigen Tor aufragenden Turm.

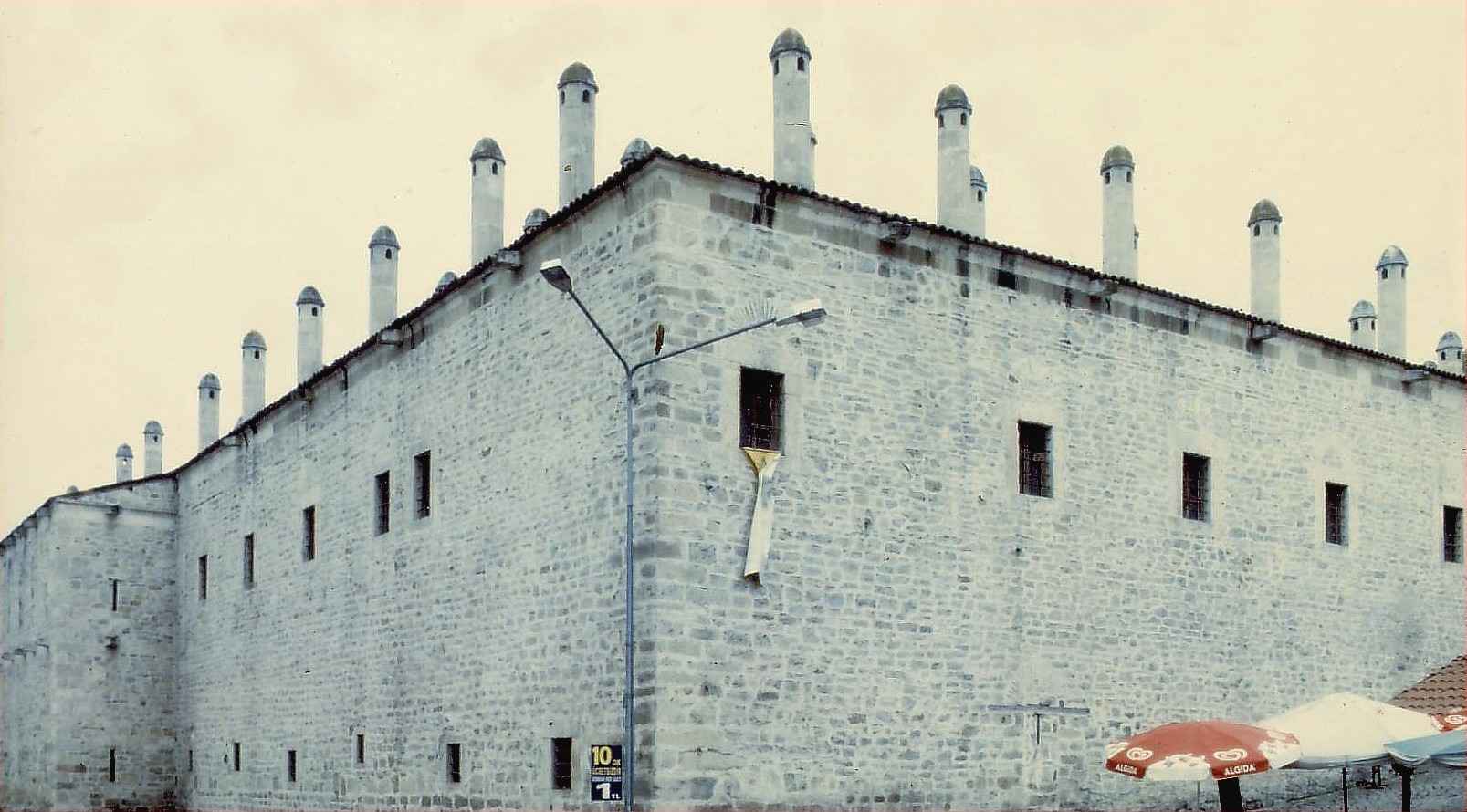
Karawanserei in Safranbolu

In der näheren Umgebung befindet sich das Handwerkerviertel mit dem Basar, wo moderne Geschäfte vorhanden sind, in denen neben Andenken auch Safran und andere Heilkräuter verkauft werden. Hier arbeiten aber auch noch einzelne, der traditionellen Zunft der Schmiede angehörende Handwerker. Das Schmieden von Eisen ist eine traditionelle Einkunftsquelle in der Provinz Karabük. In den alten Werkstätten werden Hufeisen, Eisennägel, Gitter und andere Metallgegenstände geschmiedet.
Die Häuser rings um den Basar werden von zwei Moscheen überragt, deren frühere vom zwischen 1656 und 1661 amtierenden Großwezir Mehmed Köprülü gestiftet wurde, nach dem sie ihren Namen trägt; in ihrem Vorhof befindet sich eine römische Sonnenuhr. Die zweite Moschee aus dem späten 18. Jahrhundert ist nach ihrem Stifter Izzet Mehmet Pascha (1743–1812) benannt, der von 1794 bis 1798 Großwezir war und aus Safranbolu selbst stammte; seine sarkophagartige Türbe (Grabdenkmal) ist im Hof zu sehen. Die Innendekoration der Moschee erinnert an mitteleuropäisches Rokoko. Zum anschließenden Gebäudekomplex gehört auch eine Bibliothek. Zwischen beiden Moscheen erhebt sich das große Gebäude des Hamam, des türkischen Bades, mit mehreren das Dach bekrönenden Kuppeln. Weiterhin gibt es noch die Dağdelen-Moschee (ebenfalls aus dem 18. Jahrhundert) und die auf einem Bogen über dem Safranbolu-Fluss stehende Kalpak- oder Lütfiye-Moschee, die erst im 19. Jahrhundert erbaut wurde. Etwas oberhalb der Unterstadt steht ein klassizistischer Palast aus dem 19. Jahrhundert, der früher das Rathaus war, jetzt aber das Stadtmuseum beherbergt. Von hier aus bietet sich ein schönes Panorama des historischen Zentrums.

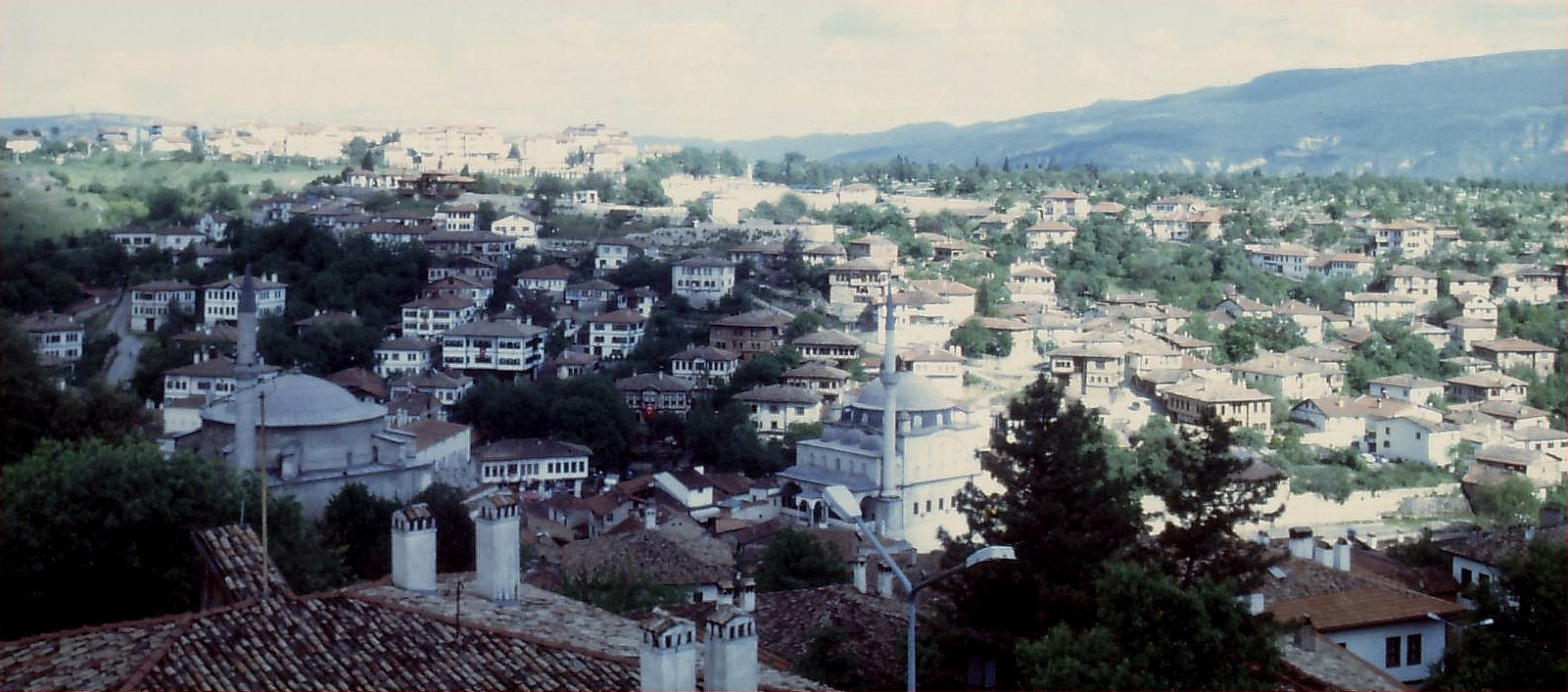
Panorama der Unterstadt von Safranbolu

### Mittel- und Oberstadt
Der sich nach Norden hin anschließende mittlere Stadtteil ist das Zentrum des geschäftigen modernen Lebens. Hier steht eine weitere, eher unscheinbare Moschee. Noch weiter oben hin erstreckt sich an dem die ganze Stadt überragenden Burghügel mit der seldschukischen Festung die Oberstadt mit ihren locker zusammenstehenden Häusern im Stil des unteren Stadtkerns: Diese dienten in der heißen Jahreszeit als villenartige Sommersitze der Bewohner des alten Safranbolu. Vom Festungshügel selbst aus kann man einen Rundblick auf die gesamte Stadt genießen.

## Landkreis
Der Kreis hat die zweithöchste Bevölkerung in der Provinz und grenzt im Osten an den Kreis Eflani, im Süden an den Kreis Ovacik und im Westen an den zentralen Landkreis der Provinzhauptstadt Karabük. Grenzen mit anderen Provinzen bestehen im Norden/Nordwesten mit Bartın und im Südosten mit Kastamonu.
Ende 2020 besteht der Landkreis besteht neben der Kreisstadt aus 60 Dörfern (Köy) mit einer durchschnittlichen Bevölkerung von 256 Einwohnern. Acht Dörfer haben mehr Einwohner als der Durchschnitt, 28 haben weniger als 100 Einwohner. Bostanbükü ist mit 5.219 Einwohnern zugleich das größte Dorf der Provinz. Erwähnenswert sind noch Tokatlı (1.317) und Karıt (1.214 Einw.). Der Anteil der Dorfbevölkerung beträgt 22,8 Prozent.
Der Landkreis (bzw. Kaza als Vorgänger) bestand schon vor Gründung der Türkischen Republik (1293) im Vilâyet Zonguldak und hatte zur ersten Volkszählung (1927) eine Einwohnerschaft von 58.841 in 210 Ortschaften auf 2.815 km², der Verwaltungssitz Zagferanbolou (damalige Schreibweise) hatte 5.218 Einwohner. Die nächste Zählung, acht Jahre später, erbrachte 65.297 bzw. 5.571 Einwohner.

## Bevölkerung

### Ergebnisse der Bevölkerungsfortschreibung
Die nachfolgende Tabelle zeigt den vergleichenden Bevölkerungsstand am Jahresende für die Provinz Karabük, den Landkreis und die Stadt Safranbolu sowie deren jeweiligen Anteil an der übergeordneten Verwaltungsebene. Die Zahlen basieren auf dem 2007 eingeführten adressbasierten Einwohnerregister (ADNKS). Die letzten beiden Wertzeilen entstammen Volkszählungsergebnissen.

| Jahr | Provinz | Landkreis | Landkreis | Stadt | Stadt  |
| Jahr | abs.    | %         | abs.      | %     | abs.   |
| ---- | ------- | --------- | --------- | ----- | ------ |
| 2020 | 243.614 | 27,60     | 67.245    | 77,19 | 51.904 |
| 2019 | 248.458 | 27,55     | 68.440    | 75,33 | 51.559 |
| 2018 | 248.014 | 27,03     | 67.042    | 75,77 | 50.797 |
| 2017 | 244.453 | 26,73     | 65.350    | 74,04 | 48.382 |
| 2016 | 242.347 | 26,39     | 63.965    | 73,36 | 46.924 |
| 2015 | 236.978 | 25,23     | 59.800    | 77,53 | 46.360 |
| 2014 | 231.333 | 25,20     | 58.295    | 75,44 | 43.975 |
| 2013 | 230.251 | 25,35     | 58.373    | 73,34 | 42.813 |
| 2012 | 225.145 | 24,50     | 55.170    | 78,05 | 43.060 |
| 2011 | 219.728 | 24,21     | 53.201    | 78,86 | 41.954 |
| 2010 | 227.610 | 26,52     | 60.358    | 81,21 | 49.014 |
| 2009 | 218.564 | 23,37     | 51.088    | 77,65 | 39.669 |
| 2008 | 216.248 | 22,57     | 48.814    | 75,99 | 37.092 |
| 2007 | 218.463 | 22,81     | 49.821    | 76,94 | 38.334 |
| 2000 | 225.102 | 20,99     | 47.257    | 67,07 | 31.697 |
| 1997 | 227.478 | 19,69     | 44.788    | 70,05 | 31.374 |

## Umgebung Safranbolus
In der näheren Umgebung kann man die Naturhöhle Bulak Mağarasi aufsuchen, deren zu besichtigender Teil rund 400 Meter lang ist, während die gesamte Länge etwas über sechs Kilometer beträgt. Die Höhle erstreckt sich auf drei Ebenen, deren mittlere von einem Bach durchflossen wird, der einen Wasserfall formt, welcher rund 15 Meter hoch ist.
In anderer Richtung erreicht man einen Aquädukt aus osmanischer Zeit, den Inceköprü Safranbolu – Aquädukt. Er überquert in geknickter Wegeführung einen Bach, der in einem malerischen tiefen Tal fließt. Heute finden an dieser Stelle Freiluftveranstaltungen statt.
In der weiteren Umgebung der Stadt werden die berühmten Safran-Krokusse angebaut, heute besonders bei Davutobasi, einem 20 km von Safranbolu entfernt gelegenen Dorf.

## Sehenswürdigkeiten

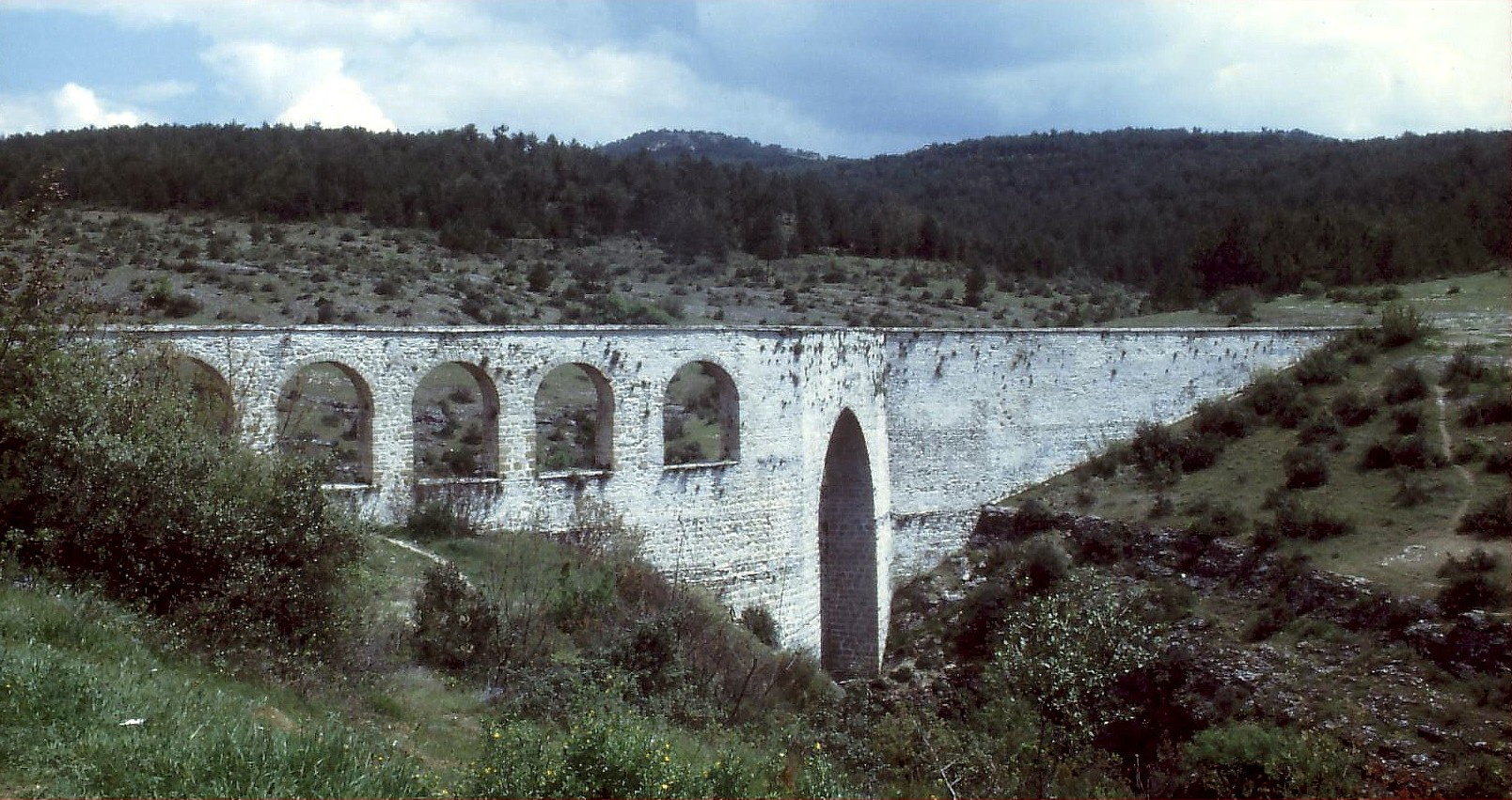
Aquädukt

- Traditionelle osmanische Häuser mit einem rechteckigen Wasserbecken (havuz) im Haus
- Residenz von Süleyman Pascha
- Griechisches Rathaus
- Cinci hanı, eine Karawanserei aus dem 17. Jahrhundert
- Cinci hamam, ein Hamam aus dem 17. Jahrhundert
- Su Kemeri, ein byzantinisches Aquädukt sieben Kilometer nördlich beim Dorf Incekaya

## Fotografische Eindrücke aus Safranbolu

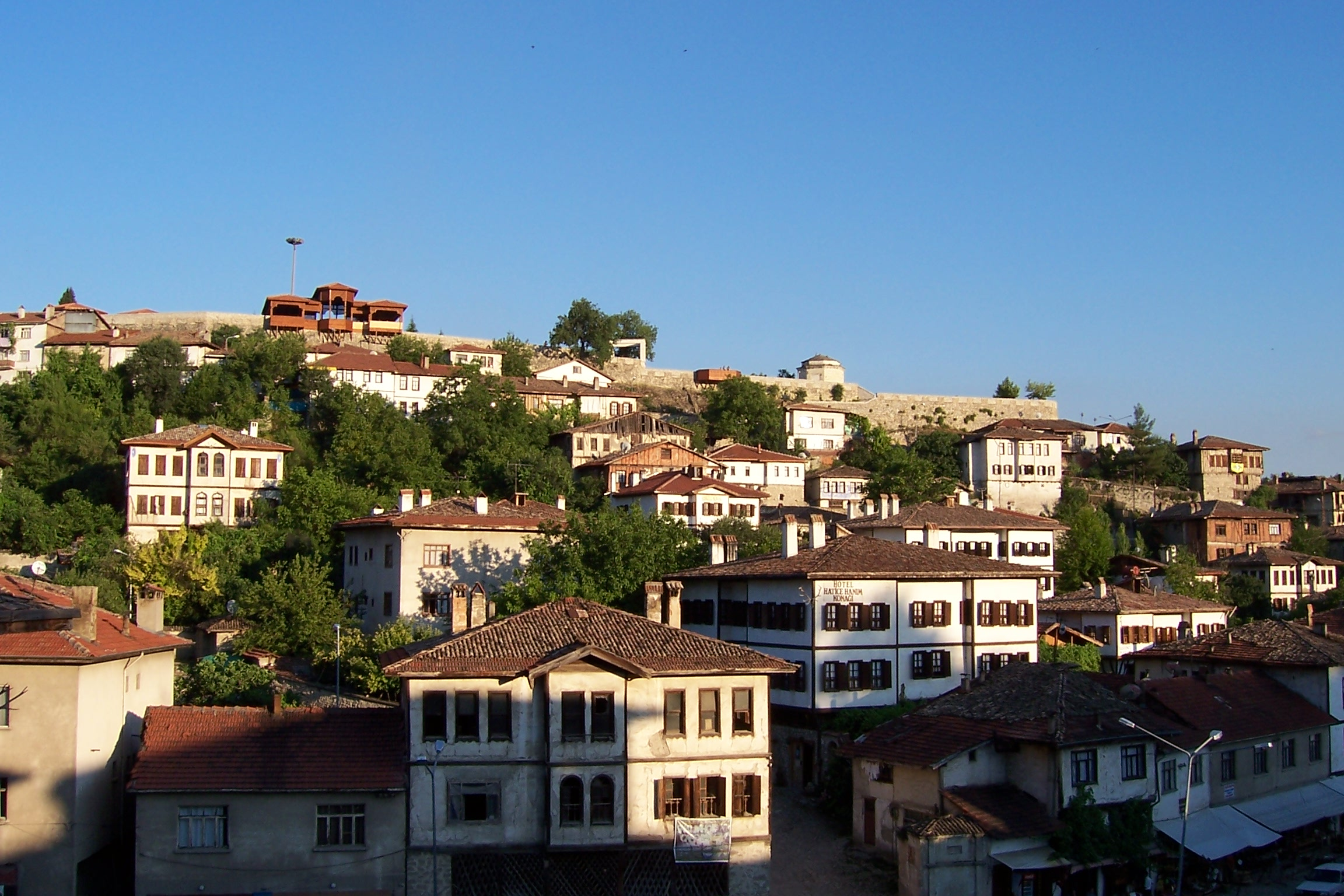
Traditionelle Häuser
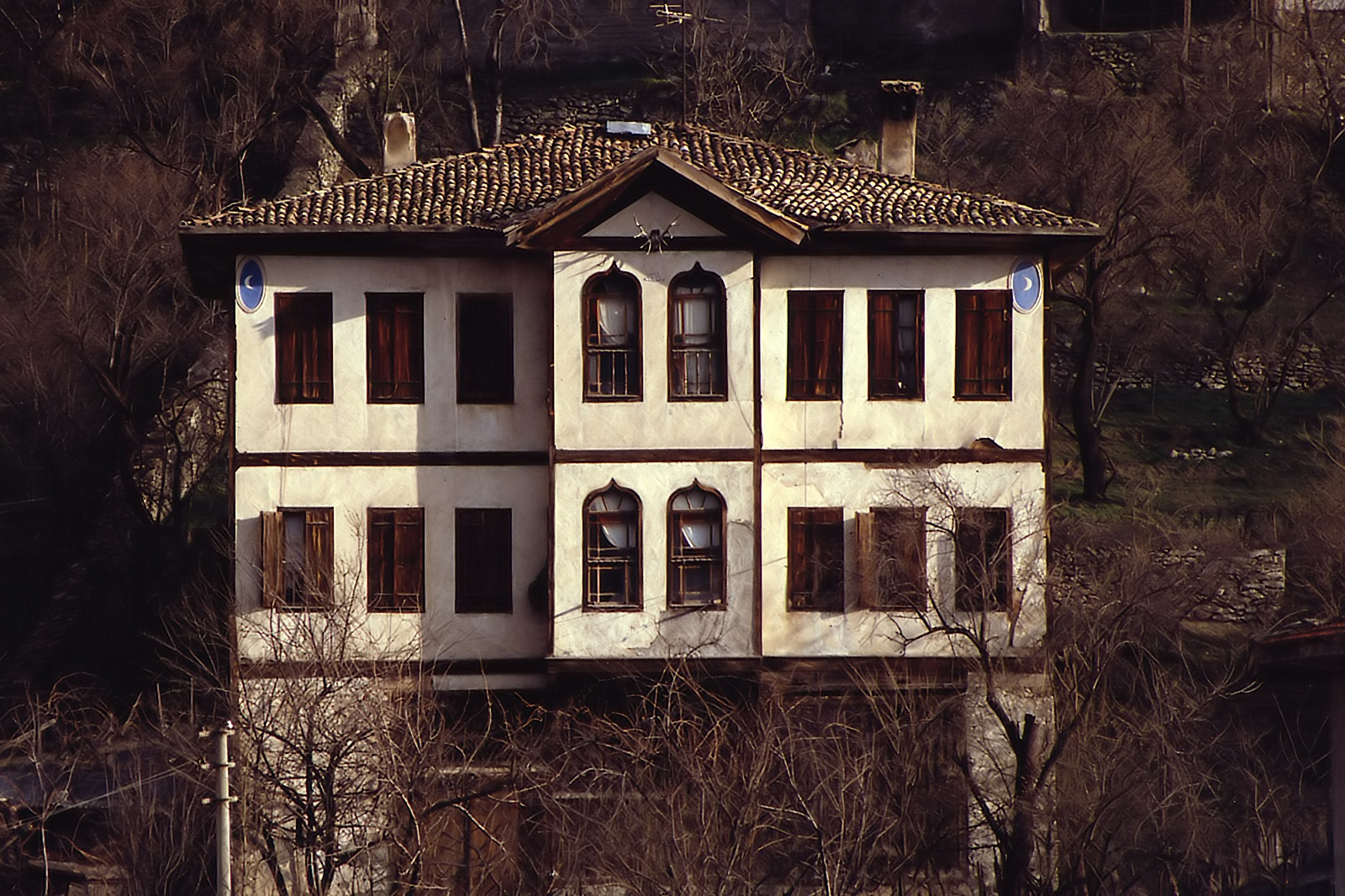
Ein traditionelles Holzrahmenhaus
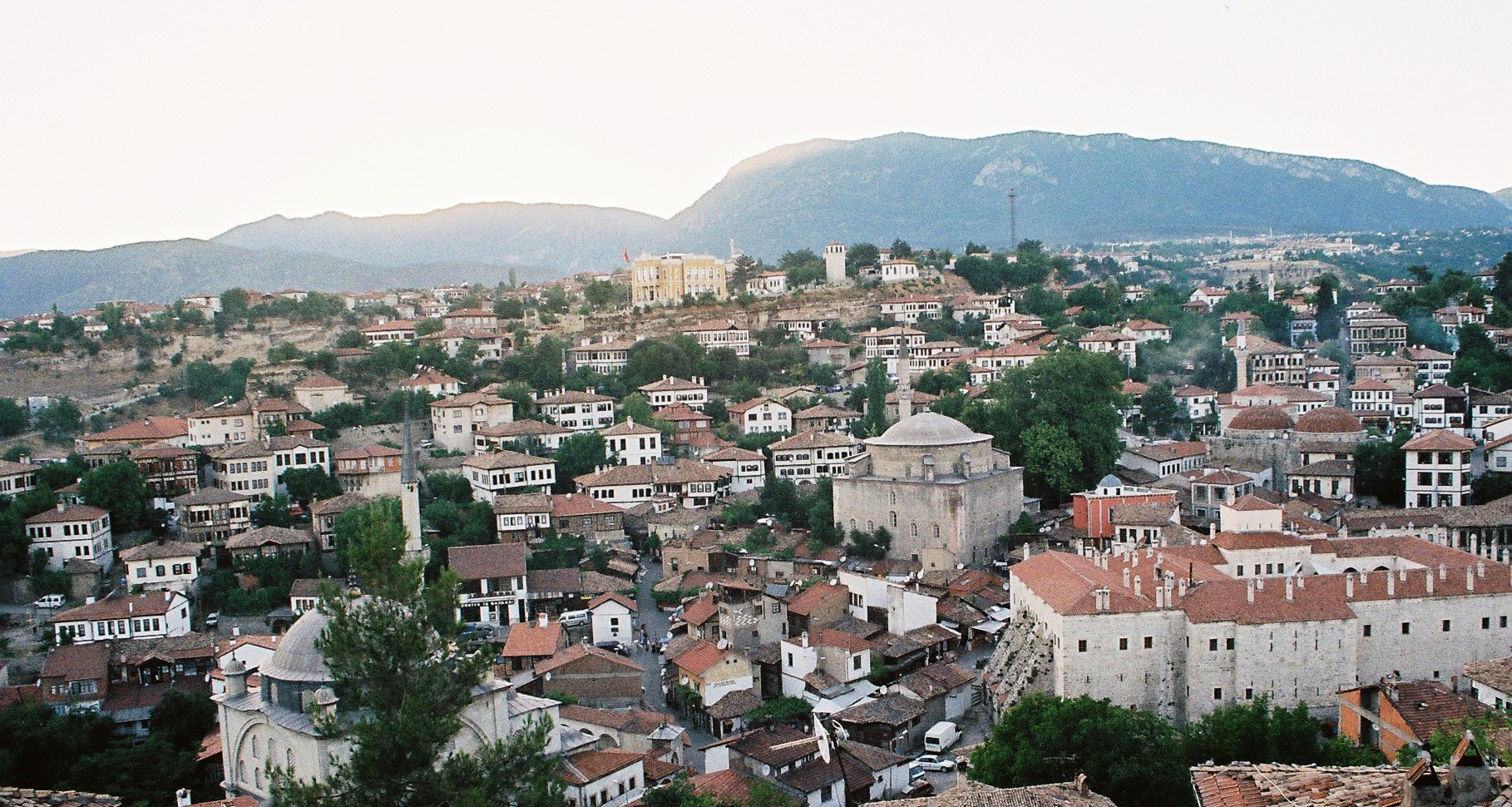
Blick auf die Stadt
Das alte Verwaltungsgebäude
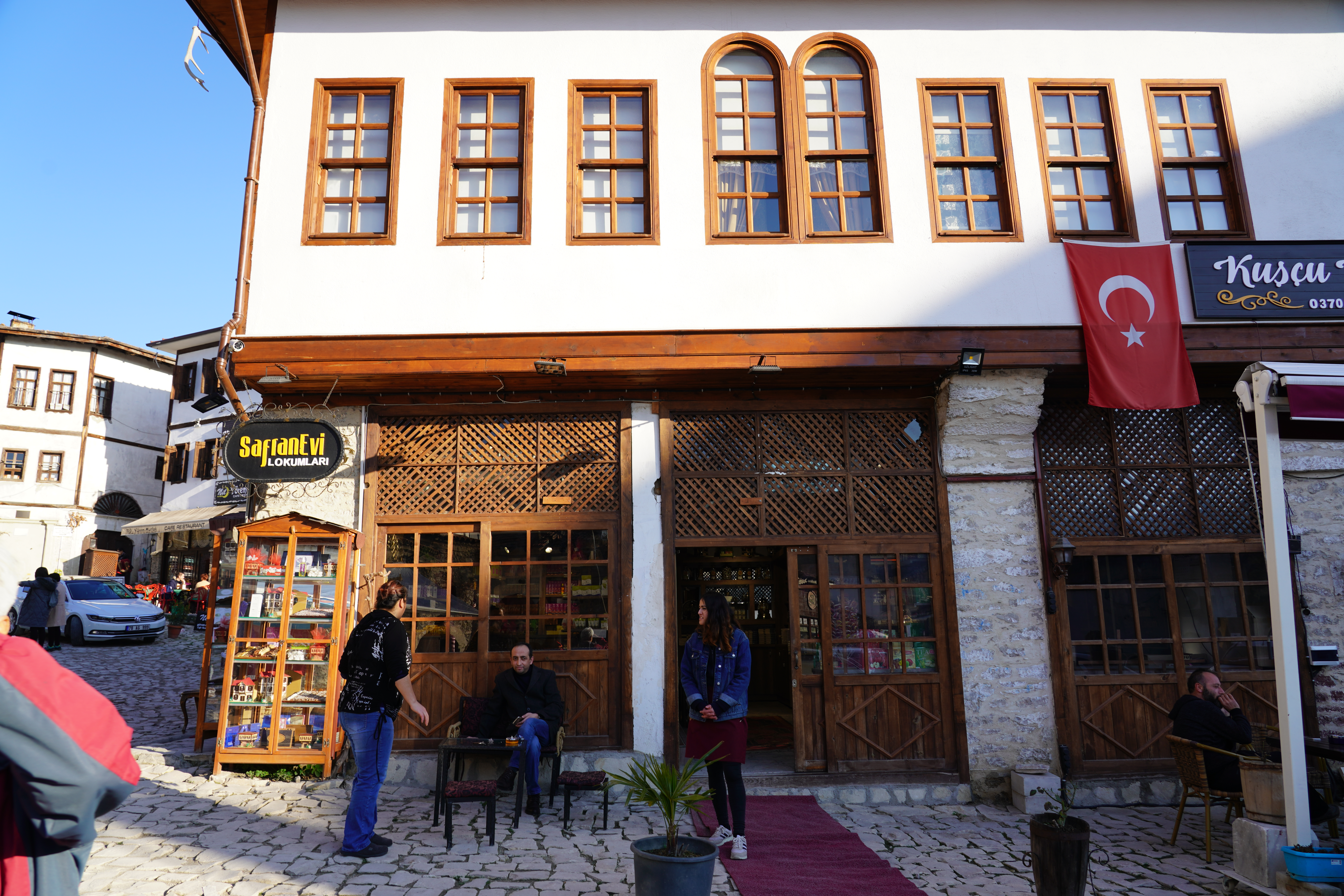
Straßenszene
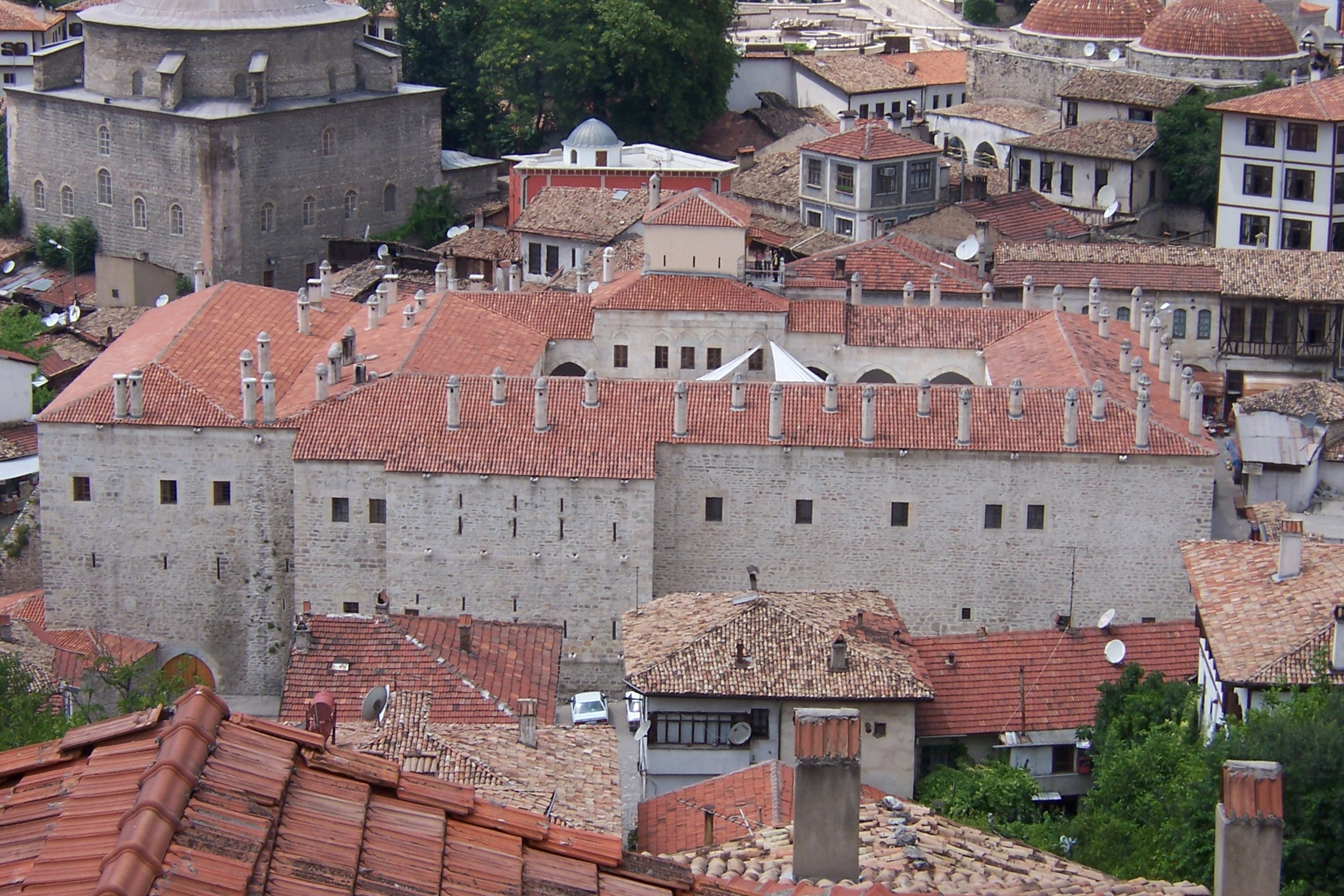
Das Gasthaus Hanı, links die Köprülü Mehmet Pasha Moschee

### Städtepartnerschaften
- Jelabuga, Tatarstan, seit 2008[5]
- Skydra, Griechenland, seit 2009
- Ohrid, Nordmazedonien, seit 2011
- Ölgii (Bajan-Ölgii-Aimag) Mongolei, seit 2016
- Bolgar (Rajon Spassk), Tatarstan, seit 2017
- Osch, Kirgisistan, seit 2019
- Nessebar, Bulgarien